# Ctenophyllum oblatum
Ctenophyllum oblatum là một loài thực vật có hoa trong họ Đậu. Loài này được (E. Sheld.) Rydb. ex A. Heller mô tả khoa học đầu tiên năm 1914.